# Prins Hendrikkade

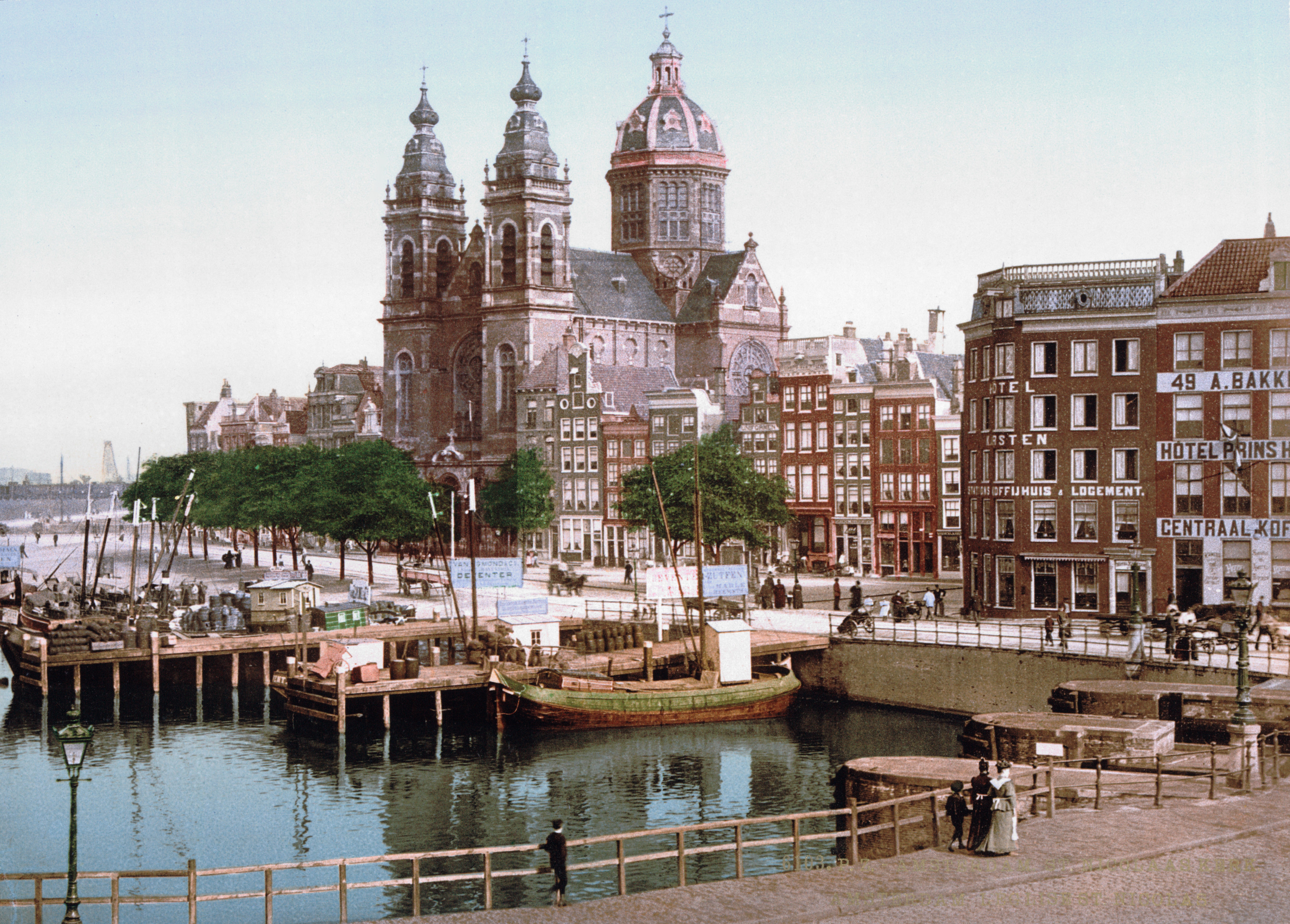
De Prins Hendrikkade met de Sint-Nicolaaskerk omstreeks 1900.

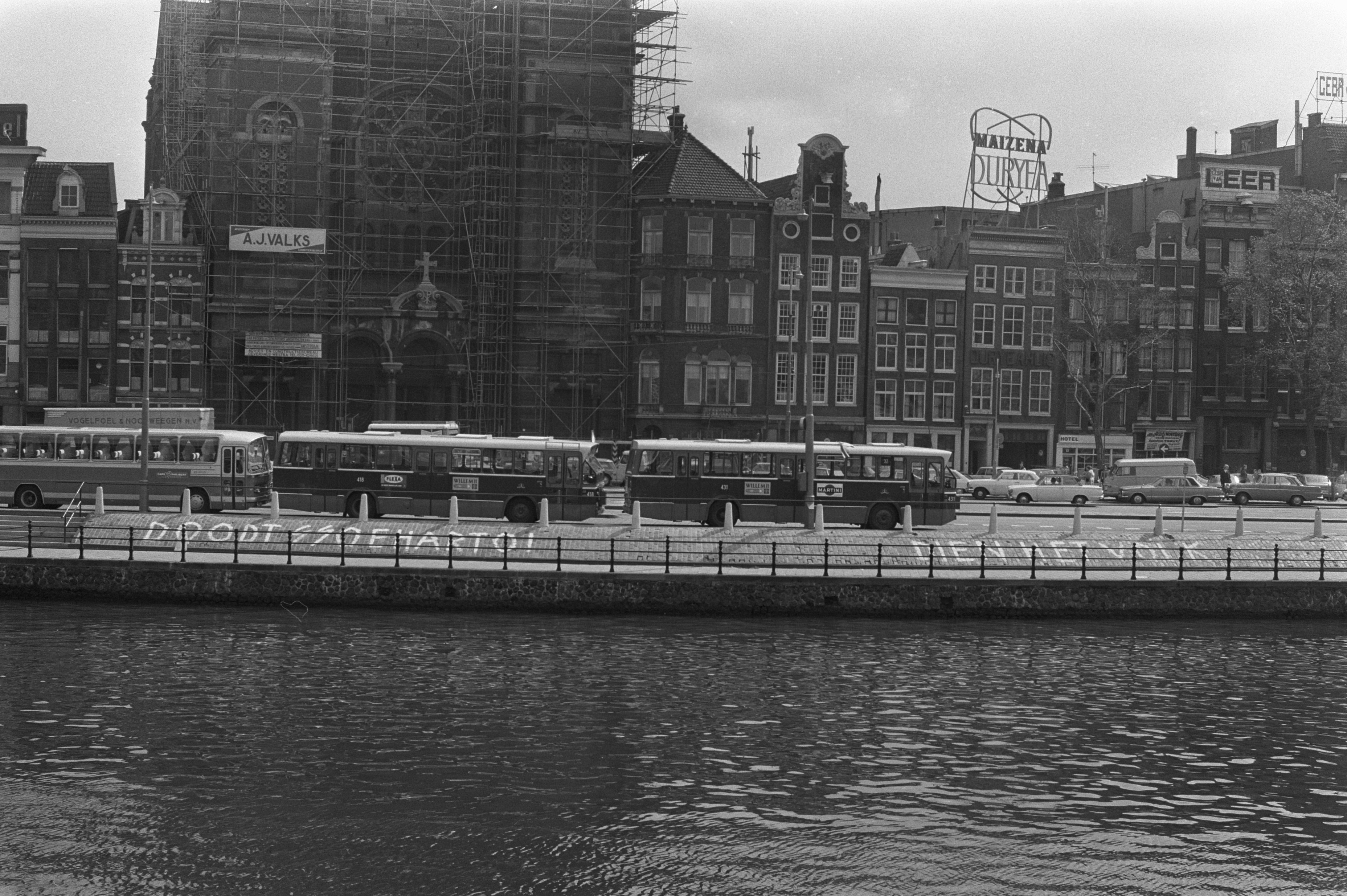
Ongeveer zelfde plaats in 1970 tijdens protest tegen staatsbezoek Soeharto

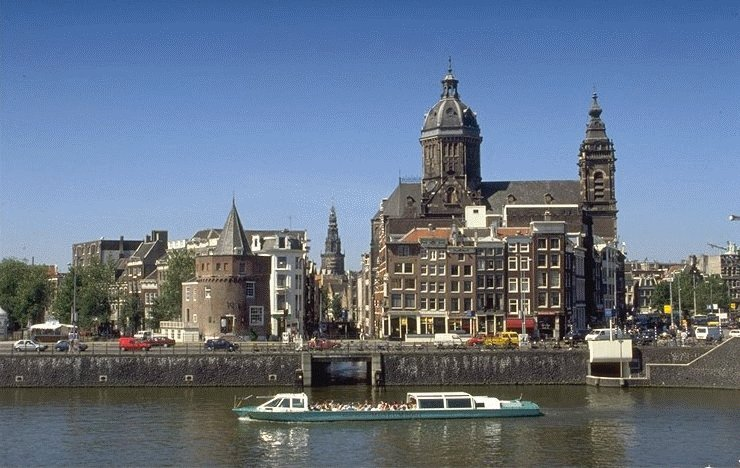
Prins Hendrikkade met de Schreierstoren, Oude Kerk en Co-kathedrale basiliek van de Heilige Nicolaas, gezien vanaf het Oosterdok.

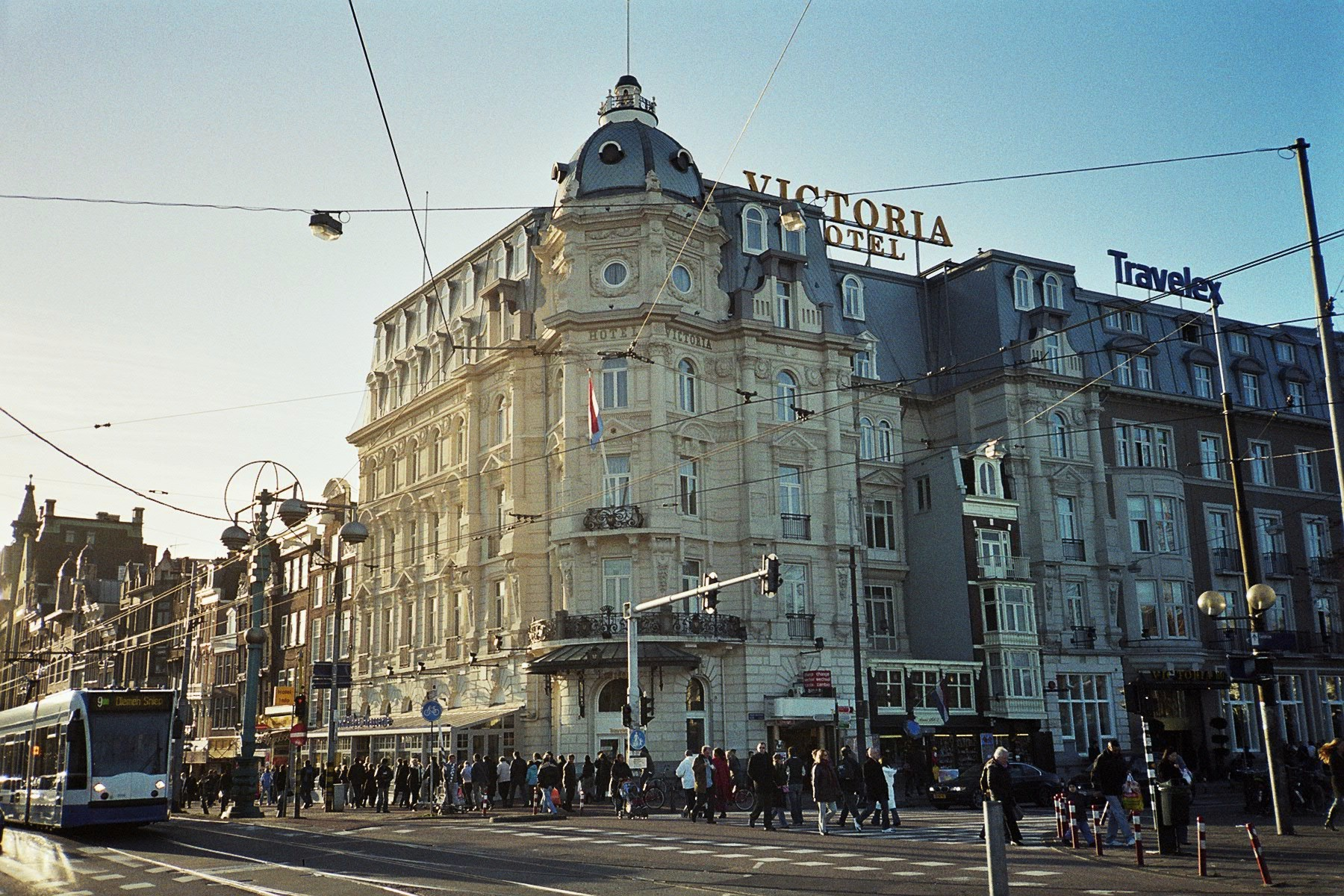
Victoria Hotel op de hoek van de Prins Hendrikkade en het Damrak.

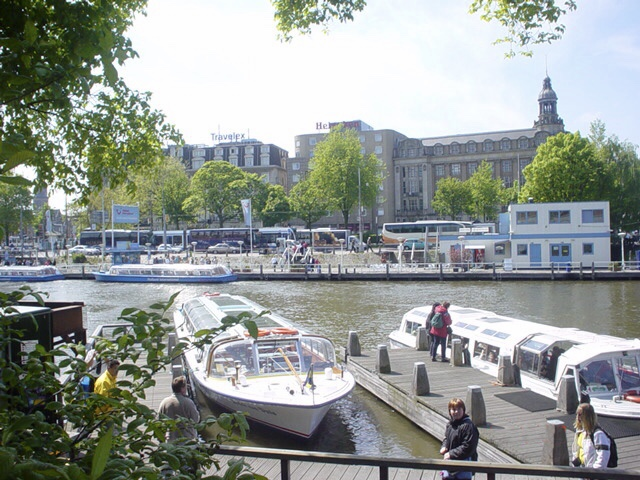
Aanlegsteigers voor rondvaartboten aan de Prins Hendrikkade en het tegenover gelegen Stationsplein.

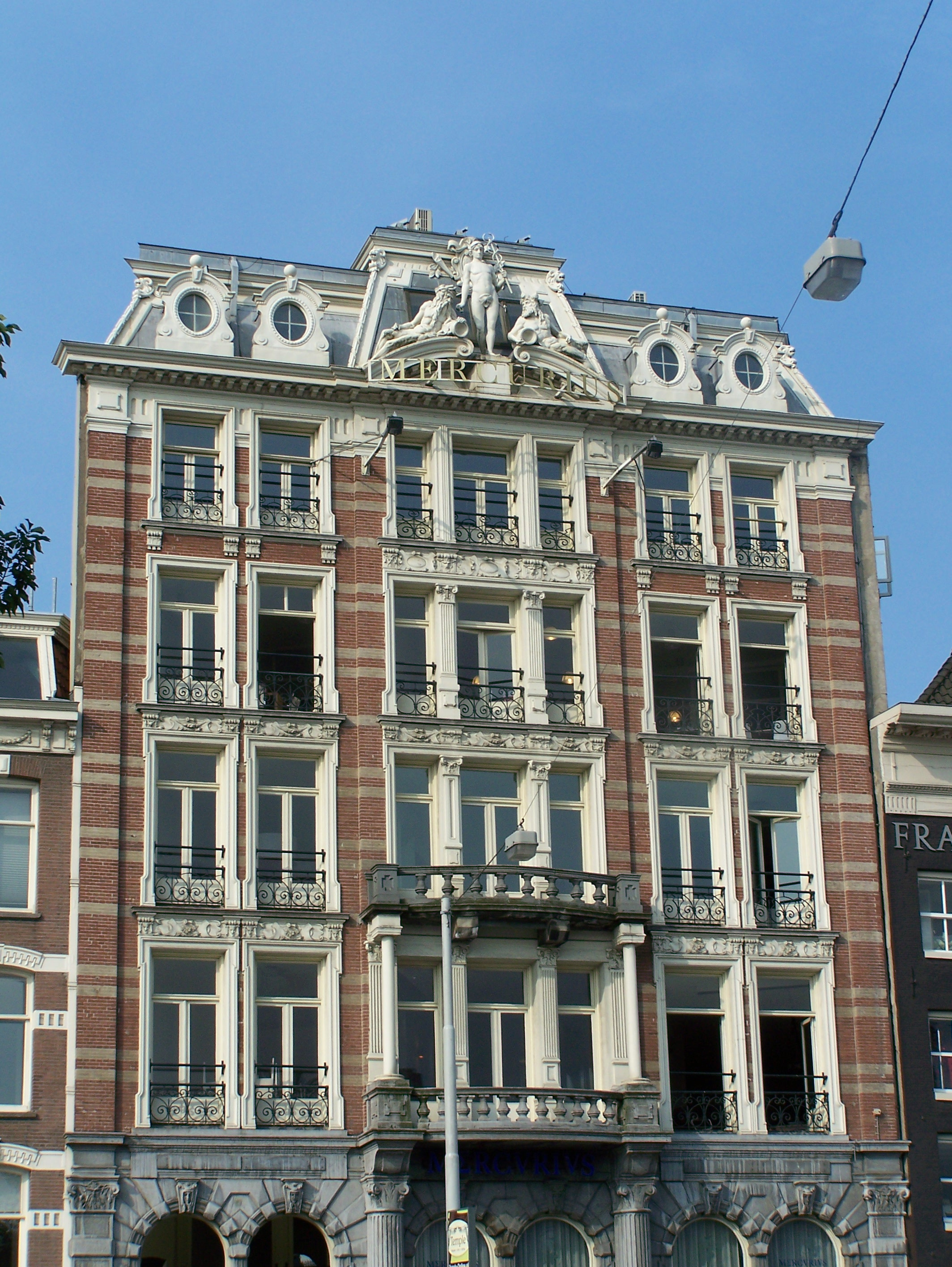
Prins Hendrikkade 20-21, Mercuriusgebouw door IJme Gerardus Bijvoets.

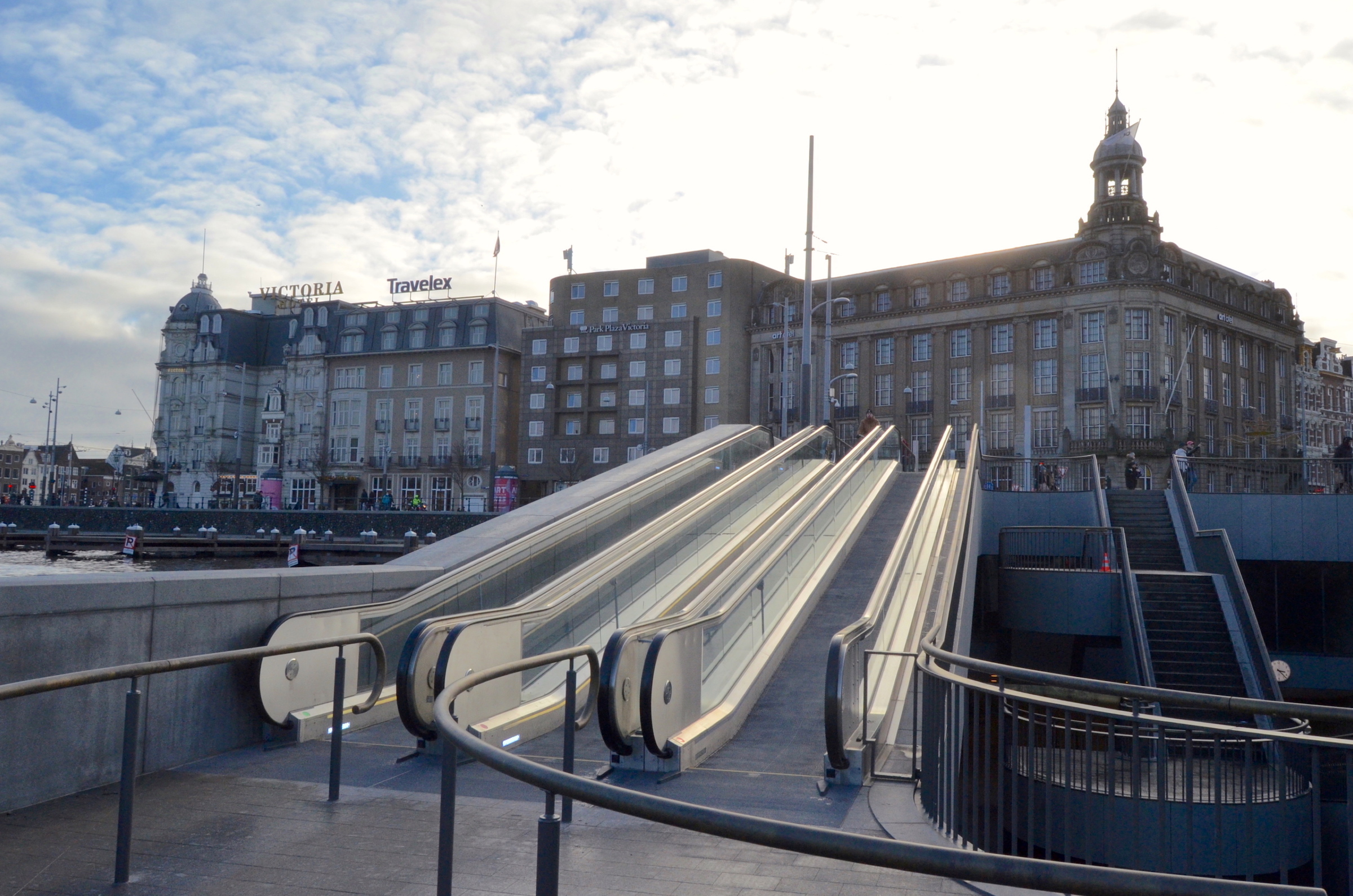
Fietsenstalling bij Station Amsterdam Centraal; entree vanaf de Prins Hendrikkade.

De Prins Hendrikkade is een straat in Amsterdam. De Prins Hendrikkade loopt van het Singel langs Station Amsterdam Centraal via het Waalseiland en Rapenburg verder in oostelijke richting naar de Schippersgracht. De straat grenst aan het Open Havenfront aan het Stationsplein en de IJtunnel in de binnenstad van Amsterdam en verbindt de Nieuwe Westerdokstraat met het Kattenburgerplein. In westelijke richting ligt de straat in het verlengde van de S103 in de richting Station Sloterdijk en Haarlem.
Bekende gebouwen aan de Prins Hendrikkade zijn onder andere het Victoria Hotel op de hoek van het Damrak bij het Centraal Station, de Co-kathedrale basiliek van de Heilige Nicolaas aan de kop van de Zeedijk, de Schreierstoren bij de Geldersekade en het tot Grand Hotel Amrâth verbouwde Scheepvaarthuis bij de Binnenkant. Moderner is het onderkomen van ARCAM aan Prins Hendrikkade 600 uit 2003.
Op nummer 142 waren sinds de jaren 60 achtereenvolgens verschillende instellingen gevestigd zoals jongerencentrum Fantasio, meditatiecentrum de Kosmos, en het Nationaal Pop Instituut. Na een renovatie in 2012 was het pand tot 2017 de vestigingslocatie van de Appel arts centre.
Aan de Prins Hendrikkade, bij het Centraal Station in het Open Havenfront, zijn er aanlegsteigers voor rondvaartboten van verschillende rederijen. Tussen de Prins Hendrikkade en het Oosterdokseiland bevindt zich sinds 2011 de Odebrug. Het Nederlands Scheepvaartmuseum aan het Kattenburgerplein is over het water goed zichtbaar aan het oostelijke einde van de Prins Hendrikkade.

## Geschiedenis
De kade vormde de noordelijke begrenzing van de stad Amsterdam en de zuidelijke oevers van het IJ. Het werd gevormd door een aantal oude namen met een lange geschiedenis, zoals de Haringpakkerij (ontleend aan de haringhandel en Haringpakkerstoren), de Texelsche Kade (aanlegplaatsen voor de schepen naar Texel), Kampersteiger, de Oude Teertuinen, het Kamperhoofd, de Buitenkant (de achterkant van de bebouwing aan centrumzijde heet nog altijd Binnenkant) en de IJgracht. Admiraal Michiel de Ruyter woonde ten tijde van zijn dood in het huis Prins Hendrikkade 131.
Ter hoogte van de Martelaarsgracht lag tegenover de Texelsche Kade in het IJ sinds 1662 de Nieuwe Stadsherberg. Deze werd in 1872 afgebroken toen werd gestart met de aanplemping van de stationseilanden. Deze werden aangelegd tussen 1870 en 1880 voor de bouw van het Centraal Station. Sindsdien grenst de Prins Hendrikkade aan het Open Havenfront en het Oosterdok.
De kade werd in 1879 vernoemd naar Prins Hendrik (1820-1879), de derde zoon van Koning Willem II en broer van Koning Willem III. De prins had veel belangstelling voor handel en zeevaart. Daarom werd hij dan ook vaak aangeduid als Hendrik de Zeevaarder. Zijn borstbeeld, dat sinds 1885 in het Prins Hendrikplantsoen voor het Victoria Hotel stond, staat sinds 1979 voor het Scheepvaarthuis.  In 1931 kwam de gemeente met de nota "Schema voor verkeersverbeteringen in de binnenstad", waarbij de Prins Hendrikkade tot een van de belangrijkste wegen door de binnenstad werd verheven. De Prins Hendrikkade werd ten oosten van de Waalseilandsgracht in 1938-'39 verbreed, na opbraak van de tramsporen. Tot de aanleg van de IJtunnel (opening in 1968) lag hier aan de verbrede Prins Hendrikkade een populair zomerstrandje voor de Amsterdammers.
Het voormalige busstation tussen de Martelaarsgracht en het Damrak heette officieus Prins Hendrikplantsoen alhoewel er al lange tijd geen plantsoen meer was.
In 1988 overleed in/voor gebouw 52-58 de trompettist Chet Baker (hij viel uit een raam); elf jaar later kwam er de Plaquette Chet Baker.

## Luchtvervuiling
De Prins Hendrikkade had in 2011 de naam de vuilste straat van Nederland te zijn met een concentratie van 80 µg fijnstof per m³, twee keer zo hoog als de Europese norm voor de luchtkwaliteit (40 µg/m³). Na een korte periode van betere luchtkwaliteit nam de vervuiling in 2017 weer toe.

## De Entree
Onder de noemer 'De Entree' is tussen 2018 en 2023 het gedeelte van de Prins Hendrikkade tussen het Singel en de Geldersekade heringericht. Het gedeelte tussen Martelaarsgracht en Damrak is sinds 22 juli 2018 autovrij. Auto's en bussen zijn verhuisd naar de IJzijde van het Centraal Station en rijden vanaf de westkant via de Westertoegang naar de noordzijde van het Stationseiland. De onderdoorgang is hiertoe verdiept van 3,5 meter naar 4 meter. Vanaf de oostkant gaan auto's en bussen ter hoogte van de Geldersekade over de Odebrug en via de Oostertoegang naar de noordzijde van het Stationseiland.
Tussen 2018 en 2023 is er onder het westelijke deel van het Open Havenfront een fietsenstalling gebouwd voor circa 7.000 fietsen. In het verlengde van de Martelaarsgracht, naast de Westelijke Toegangsbrug, is de entree. Ook is het water verbreed aan de zijde van de Prins Hendrikkade (het vroegere Prins Hendrikplantsoen). Hier is een verlaagde kade aangelegd met steigers voor rondvaartboten. De kosten van het hele project zijn begroot op 90 miljoen euro.
De nieuwe stalling is mede bedoeld als vervanging van de 'fietsflat', die sinds 2001 aan de westkant van het Stationsplein staat, boven het water van het Open Havenfront. Het is nog niet bekend wat er met de fietsflat gaat gebeuren. De overblijvende ruimte is bestemd voor trams, fietsers en voetgangers.
Ten behoeve van omleidingen is er in 2020 ter hoogte van het Damrak een extra tramverbindingsspoor over de Prins Hendrikkade van west naar oost gekomen. Het hele gebied is opnieuw betegeld met duurzaam natuursteen, net als de Rode Loper en de voetgangersgebieden aan de IJzijde. De kosten van het hele project zijn begroot op 90 miljoen euro.

## Trams op de Prins Hendrikkade
Tussen het Singel en het Damrak reden vanaf 1879 eerst paardentrams (tot 1902) en daarna elektrische trams. Tussen het Singel en de Martelaarsgracht rijden sinds 1955 geen trams meer.
Tussen het Damrak en de Kamperbrug reden tussen 1879 en 1890 paardentrams. Sinds 1963 rijden hier weer trams, er werd hier een enkelsporige trambaan aangelegd voor de nieuwe tramlus via de Kamperbrug en het Oostelijke Stationsplein.
Tussen de Kamperbrug en de Geldersekade reden vanaf 1890 eerst paardentrams (tot 1905) en daarna elektrische trams. Hier rijden sinds 1955 geen trams meer, de sporen werden in 1960 buiten dienst gesteld. De Kamperbrug werd daarna door nieuwbouw vervangen.
Tussen de Geldersekade en de Schippersgracht (Kattenburgerplein) reden vanaf 1884 eerst paardentrams (tot 1906) en daarna elektrische trams. Sinds 1938 rijden hier geen trams meer.

## Afbeeldingen

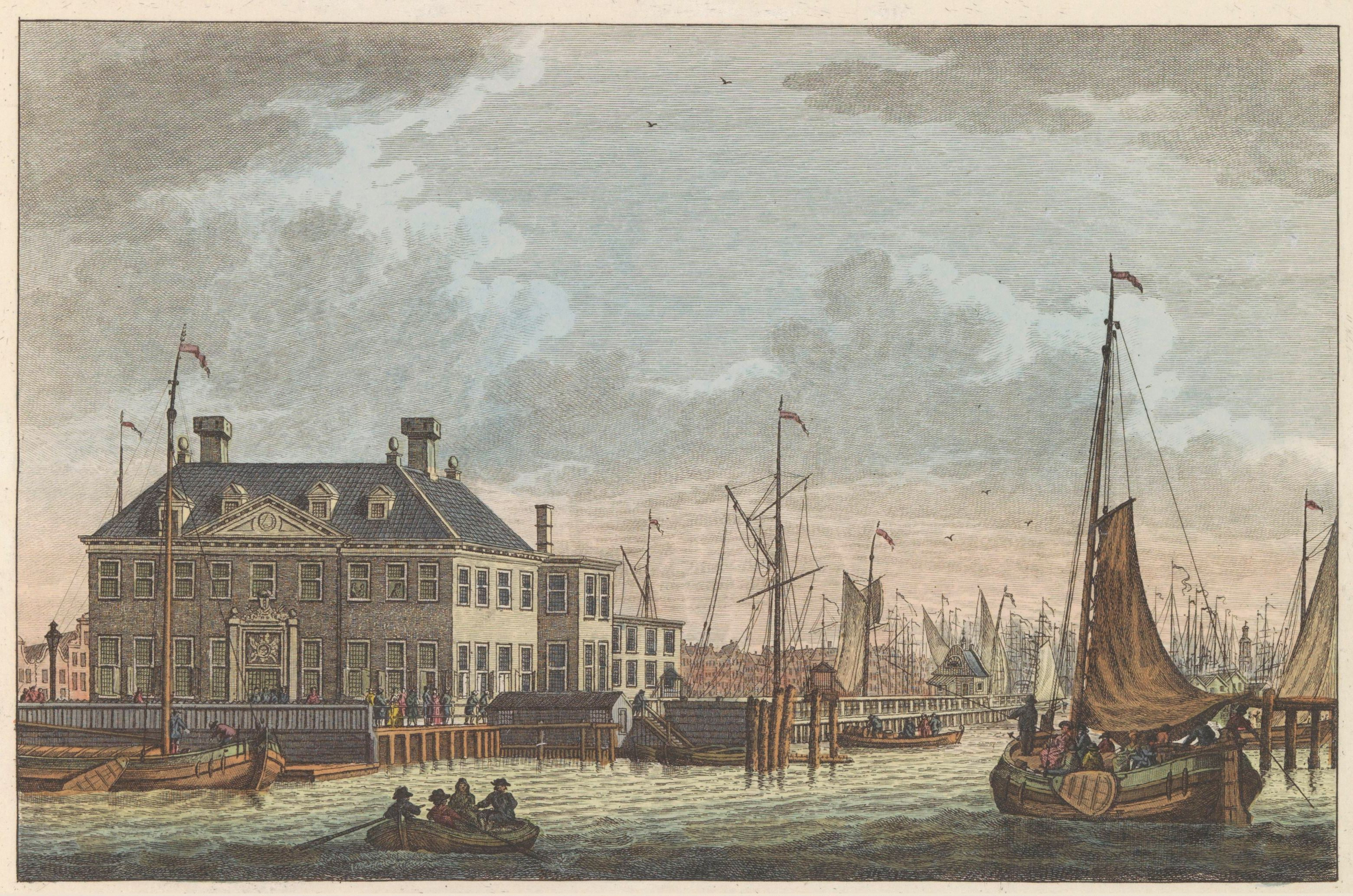
Gezicht op de Nieuwe Stadsherberg nabij de Texelsche Kade, later Prins Hendrikkade, circa. 1790.
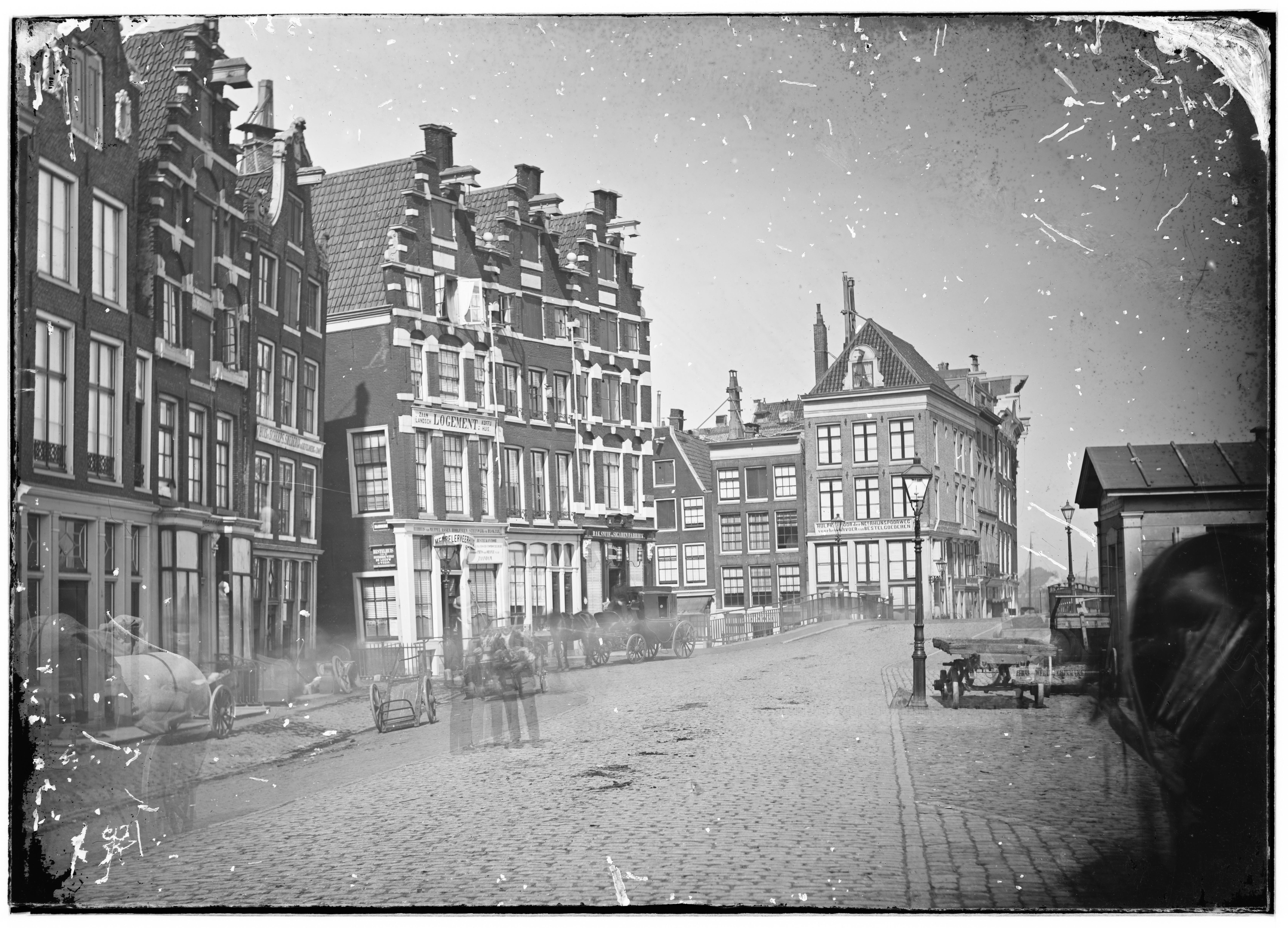
Prins Hendrikkade 28-33 gezien naar de Martelaarsgracht, met in het midden de ingang van de Ramskooi; tussen 1868 en 1884.
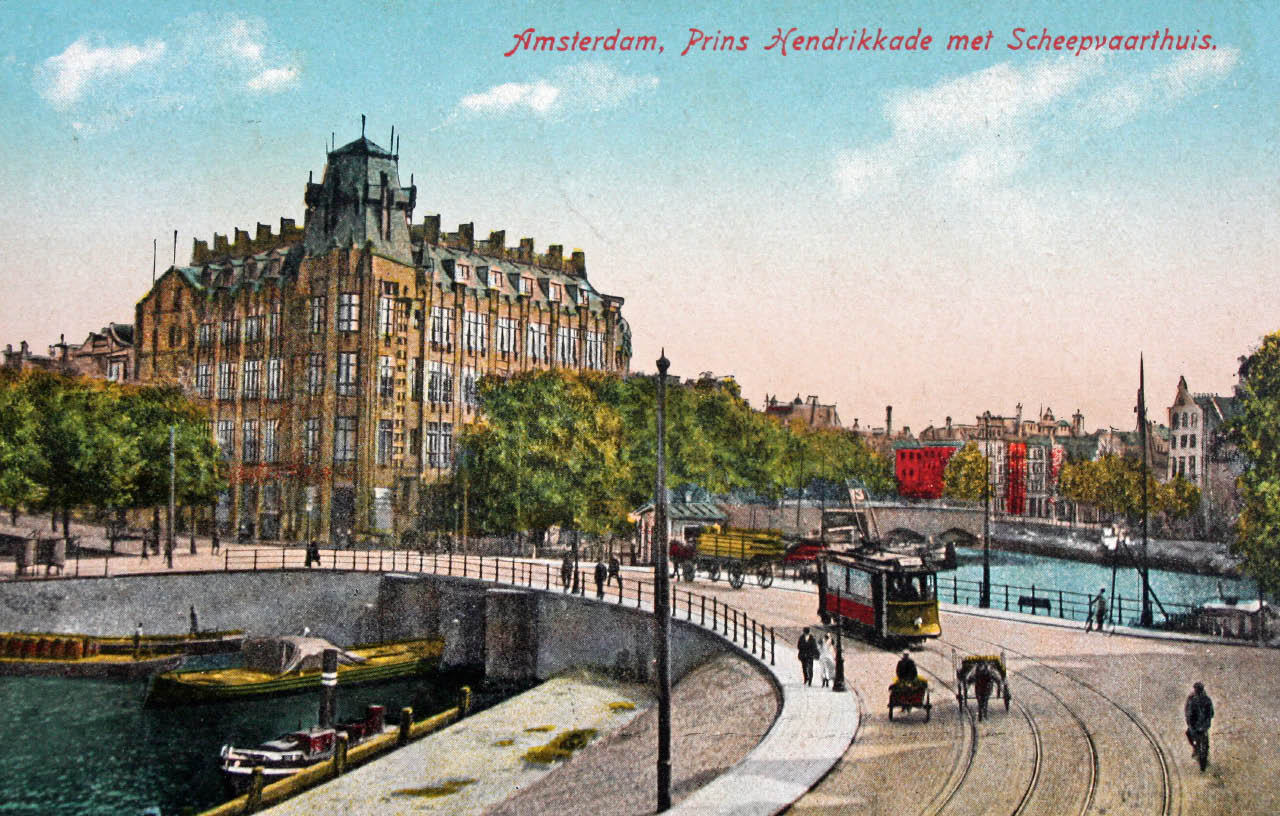
Tramlijn 13 in de beginjaren op de Prins Hendrikkade bij het Scheepvaarthuis; circa 1915.
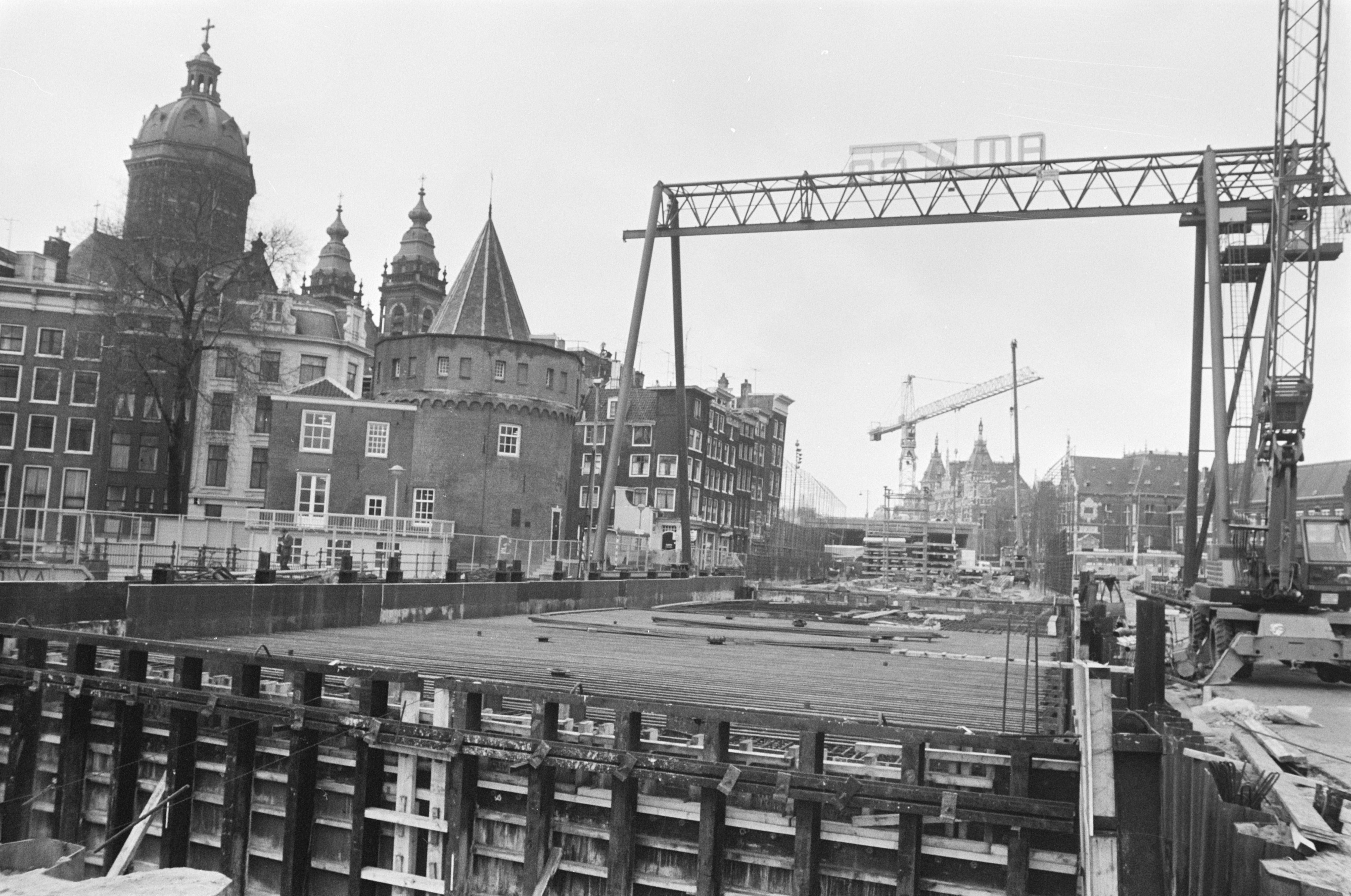
Metrobouw in Amsterdam, werkzaamheden op de Prins Hendrikkade bij de Schreierstoren; 6 januari 1976.

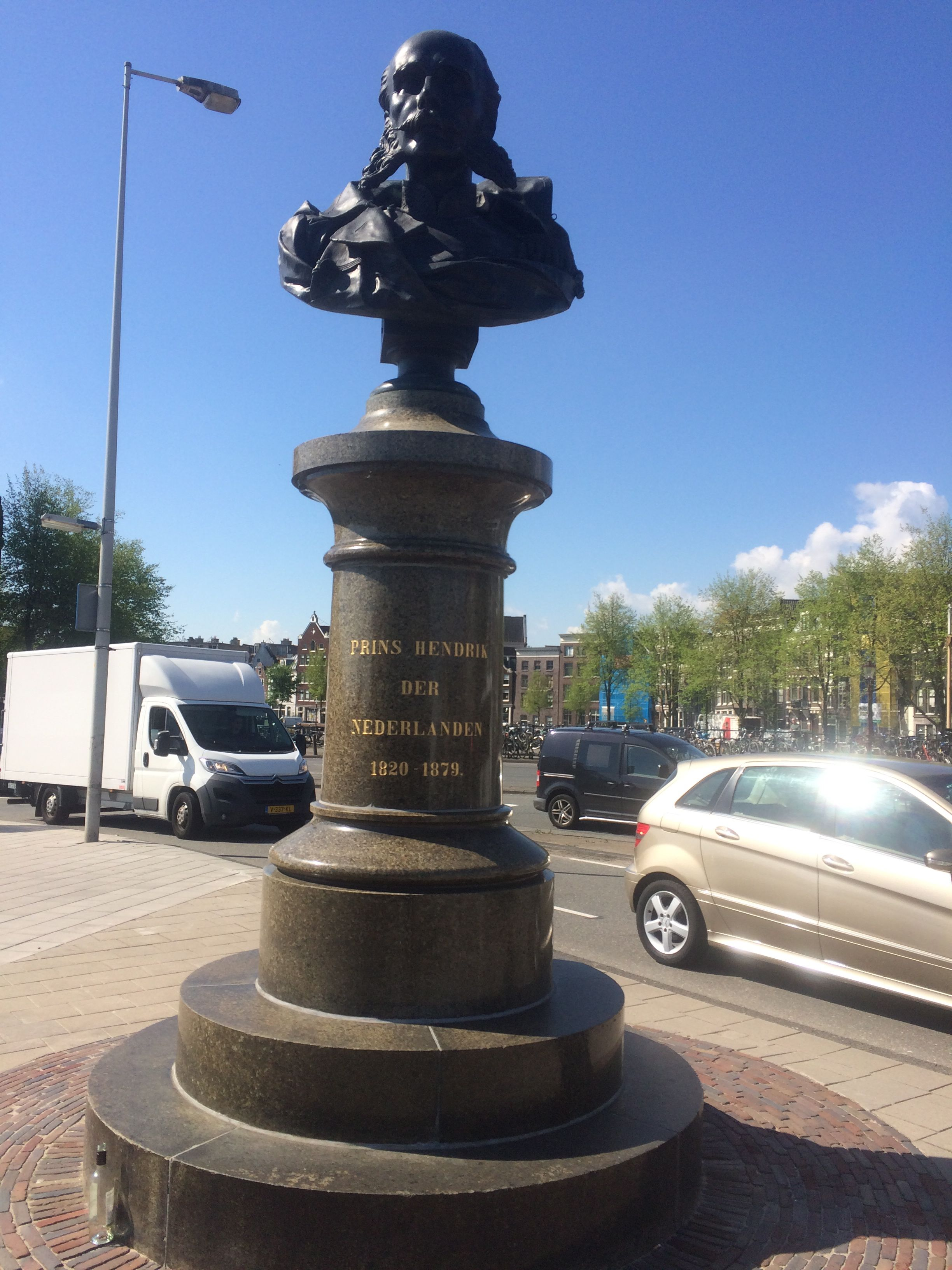
Borstbeeld van Prins Hendrik op de Prins Hendrikkade.
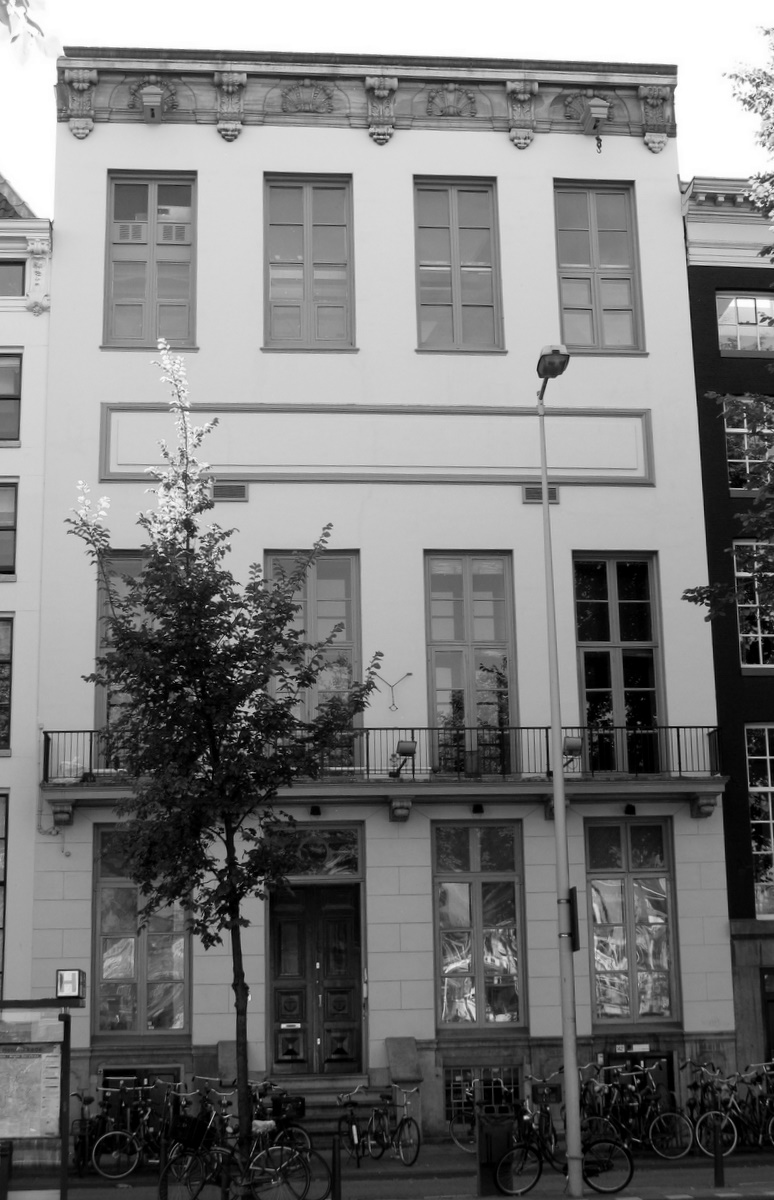
Prins Hendrikkade 142 (Kosmos/Oibibio/NPI/De Appel).
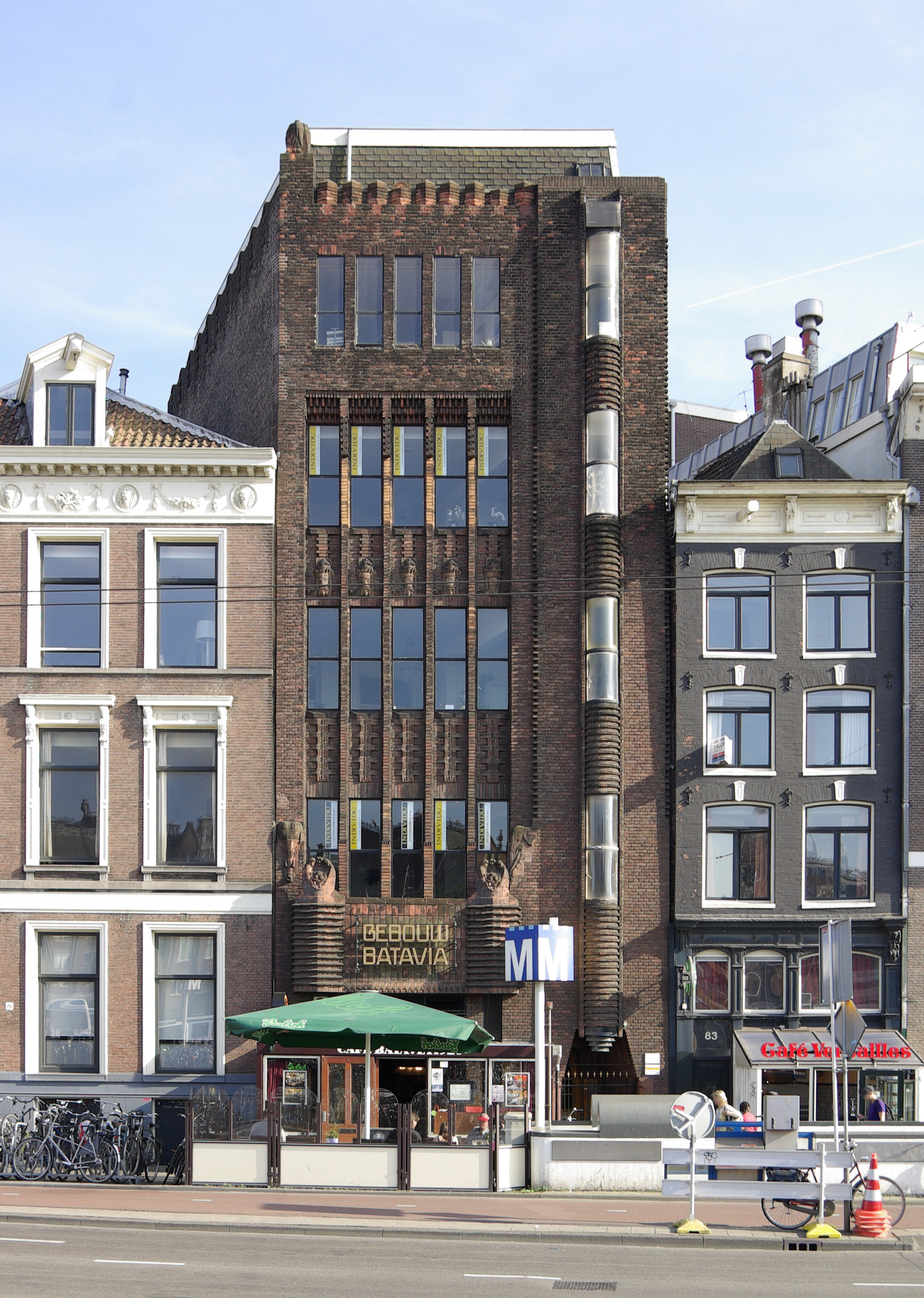
Prins Hendrikkade 84-85, Gebouw Batavia.
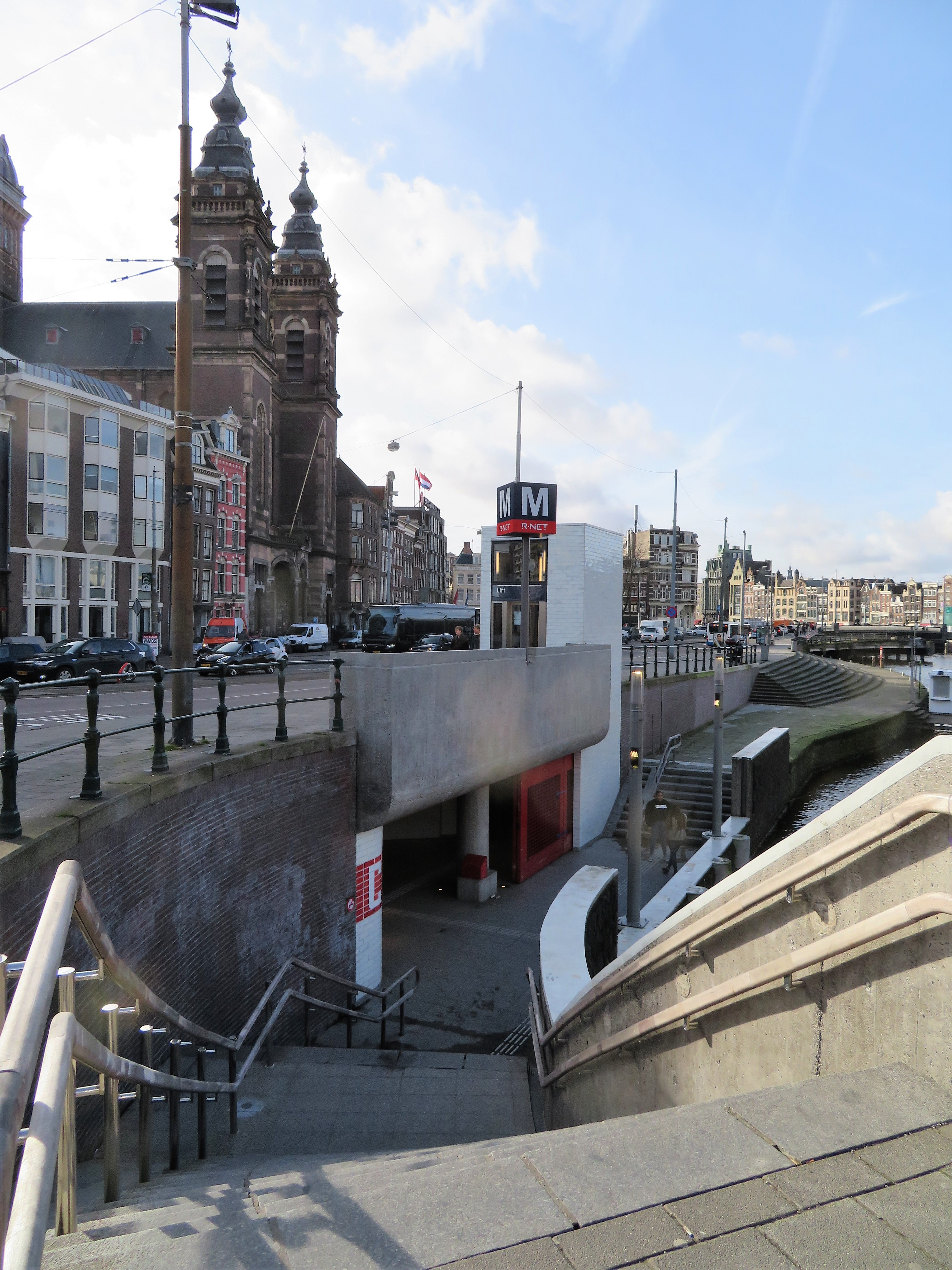
Metro-ingang voor de halte Centraal Station.

## Monumenten
- Lijst van rijksmonumenten aan de Prins Hendrikkade